# 常理镇
常理乡，是中华人民共和国四川省遂宁市安居区下辖的一个乡镇级行政单位。

## 行政区划
常理乡下辖以下地区：
常乐社区、双河口村、五洞村、常乐村、白兔村、迎龙村、大洞村、白象村、沿河村、金钱村、万福村、铜钱村、海龙村、石墙村、双古井村、棕树坪村、鲤鱼沟村、酒店垭村、陈谷村、花房村和河包田村。